# Frank Crowe

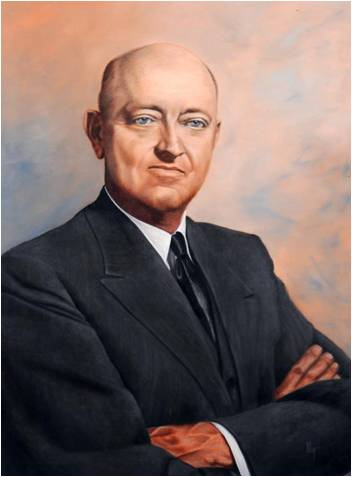
Francis Trenholm Crowe

Frank Crowe bzw. Francis Trenholm Crowe (* 12. Oktober 1882 in Trenholmville, Estrie, Québec; † 26. Februar 1946 in Redding (Kalifornien)) war ein amerikanischer Ingenieur. Als Chefingenieur und Oberbauleiter war er am Bau des Hoover Dam beteiligt. In dieser Zeit war er Betriebsleiter von Six Companies, der Baufirma, die das Bauprojekt überwachte.
Er wurde in Trenholmville geboren, besuchte die „Governor Dummer Academy“, und studierte an der University of Maine, wo er 1905 einen Abschluss in Bauingenieurwesen erhielt. Die „Francis Crowe Society“ der Universität ist ihm zu Ehren benannt. Crowe begann sich während einer Vorlesung von Frank Weymouth, einem Gastdozenten vom United States Bureau of Reclamation (USBR), für den Amerikanischen Westen zu interessieren. Er meldete sich noch vor dem Ende der Vorlesung zu einem Sommerjob. Mit diesem Job begann eine 20 Jahre lange Karriere beim USBR, die das Gesicht des Amerikanischen Westens veränderte. 1924 verließ Crowe das Bureau of Reclamation, um zur Baufirma „Morrison-Knudsen“ in Boise (Idaho) zu gehen. Morrison-Knudsen hatte kurz zuvor eine Partnerschaft mit der größeren Utah Construction Company abgeschlossen, um Talsperren zu bauen.
Bei der Arbeit an der Arrowrock-Talsperre in Idaho führte Crowe zwei Techniken ein, die wesentlich für den Bau von großen Talsperren sind. Die erste war ein pneumatisches Fördersystem zum Transport von Beton und das zweite war ein System von Drahtseilen, mit dem man den pneumatisch geförderten Beton an jede Stelle der Baustelle pumpen konnte. Mit dieser Technik baute Crowe mehrere der großen Talsperren im Amerikanischen Westen einschließlich des Hoover Dam, der Parker-Talsperre 249 km unterhalb Hoover, der Talsperren Copper Basin und Gene Wash am Colorado River Aqueduct und die Shasta-Talsperre in Nord-Kalifornien. Alle diese Talsperren waren wichtig, aber keine erreichte die Bedeutung der Hoover-Talsperre. 
Crowe ging 1944 auf seiner 81 km² großen Ranch bei Redding in Kalifornien in Ruhestand, wo er am 26. Februar 1946 an einem Herzanfall starb.

## Verschiedenes
Das Hoover-Bauvorhaben und Frank Crowes Rolle (dargestellt von Schauspieler Jay Benedict) wurden in einer Episode (Doku-Drama) der BBC-Fernsehserie von 2003 Seven Wonders of the Industrial World (Weltwunder der Technik) dramatisiert. 
Der Bau und Frank Crowes Rolle dabei wurde auch in der Serie des The History Channel America: The Story of Us in der Episode 9 mit dem Titel "Bust" dargestellt.